# Johanna Gastdorf
Johanna Gastdorf (née en 1959 à Hambourg) est une actrice allemande.

## Biographie
Johanna Gastdorf étudie la comédie à la Hochschule für Musik, Theater und Medien Hannover et entre après son diplôme en 1982 au théâtre de Hanvore. Elle est  au Bayerisches Staatsschauspiel en 1993 et au Schauspielhaus Bochum de 2000 à 2005. En 1994, elle fait ses débuts à l'écran. Elle a joué sous la direction de Matthias Hartmann, Leander Haußmann, Dieter Giesing ou Sönke Wortmann.
Elle est mariée avec l'acteur Jan-Gregor Kremp.

## Filmographie sélective

### Cinéma
- 1995 : Küss mich
- 2001 : Herz
- 2003 : Le Miracle de Berne
- 2004 : La Ligne de cœur
- 2005 : Sophie Scholl : Les Derniers Jours
- 2008 : La Vague
- 2009 : Hilde
- 2011 : Eine Insel namens Udo
- 2012 : Ruhm
- 2016 : 24 Wochen d'Anne Zohra Berrached :
- 2019 :Die Goldfische

### Téléfilms
- 1995 : Inzest – Ein Fall für Sina Teufel
- 1997 : Diamanten küßt man nicht
- 1998 : Auch Männer brauchen Liebe
- 2000 : Serre-moi fort !
- 2003 : Königskinder
- 2003 : Im Schatten der Macht
- 2004 : Drechslers zweite Chance
- 2004 : Printemps glacial
- 2005 : L'Intrigant
- 2006 : Die Mauer – Berlin ’61
- 2006 : Le Naufrage du Pamir
- 2006 : Neandertal
- 2008 : Ihr könnt euch niemals sicher sein
- 2008 : Frau Holle
- 2009 : Ein Mann, ein Fjord!
- 2009 : Frau Böhm sagt Nein
- 2010 : London, Liebe, Taubenschlag
- 2010 : Klarer Fall für Bär
- 2010 : C'était l'un des nôtres
- 2011 : Holger sacht nix
- 2012 : Eine Frau verschwindet
- 2012 : Halbe Hundert
- 2012 : Mittlere Reife
- 2012 : Schlaflos in Schwabing
- 2013 : Unsere Mütter, unsere Väter
- 2013 : Alles für meine Tochter
- 2013 : Komasaufen
- 2014 : Zwei mitten im Leben
- 2014 : Das Zeugenhaus
- 2014 : Alle unter einer Tanne
- 2014 : Die Zeit mit Euch

### Séries télévisées
- 1996 : Tatort – Perfect Mind – Im Labyrinth
- 2003 : Tatort – Sonne und Sturm
- 2005 : Tatort – Schürfwunden
- 2005–2007 : Adelheid und ihre Mörder
- 2006 : Tatort – Pauline
- 2007 : Alerte Cobra : Fuites en série
- 2007 : Pastewka - Der Kochkurs
- 2007–2010 : Berlin Brigade Criminelle
- 2008 : Tatort – Der frühe Abschied
- 2009 : Soko brigade des stups
- 2009 : Kommissarin Lucas – Vergessen und Vergeben
- 2009 : Die Wölfe
- 2009 : Tatort – Tempelräuber
- 2010 : Tatort – Heimwärts
- 2011 : Tatort – Gestern war kein Tag
- 2011, 2013: Notruf Hafenkante (2 épisodes)
- 2012 : Großstadtrevier - Mit dem Rücken zur Wand
- 2012 : Wilsberg – Halbstark
- 2013 : Danni Lowinski
- 2013 : Tatort – Borowski und der brennende Mann
- 2014 : Le Renard – Spiel, Satz, Tod
- 2015 : Der Staatsanwalt – Bunga Bunga

## Source de la traduction
- (de) Cet article est partiellement ou en totalité issu de l’article de Wikipédia en allemand intitulé « Johanna Gastdorf » (voir la liste des auteurs).